# Ким До Гём
Ким До Гём (кор. 김도겸, англ. Kim Do Kyoum, родился 15 марта 1993 года в Сеуле) — южно-корейский шорт-трекист, участник зимних Олимпийских игр 2018 года, чемпион мира 2018 года. Окончил Корейский национальный спортивный университет на факультете физическое воспитание.

## Спортивная карьера
Ким До Гём начал заниматься спортом в возрасте 5-и лет, в 1998 году в Квачхоне, чтобы поправить свое слабое здоровье. Впервые принял участие на международном уровне в 2012 году на юниорском чемпионате мира в Мельбурне и выиграл там золотую медаль в эстафете. С 2013 года каждый год он пытался войти в сборную, но из-за большой конкуренции каждый раз ему немного не хватало.
На Зимней Универсиаде в Алматы в 2017 году он выиграл серебряную медаль на 1500 м и золотую медаль на 500 м, где установил рекорд Универсиады на дистанции 500 м. В апреле он занял 3-е место в общем зачете на национальном чемпионате и присоединился к олимпийскому участнику эстафеты.
В октябре на Кубке мира в Будапеште занял 4-е место в эстафете и 5-е место в беге на 500 м в Дордрехте. В ноябре в Шанхае поднялся на 3-е место в гонках на 500 и 1500 метров, заменив в личных гонках травмированных Хван Дэ Хона и Лим Хё Джуна и в эстафете поднялся с командой на 2-е место, а в Сеуле выиграл 1-е место в эстафете.
В 2018 году на Олимпийских играх в Пхёнчхане Ким До Гём бежал в эстафете, но его напарник по команде Лим Хё Джун упал и сборная Кореи осталась без наград. После игр в марте на чемпионате мира в Монреале Ким выиграл в составе команды в эстафете золотую медаль.
Его двоюродный брат Эдди Ким-корейский певец. Сам Ким До Гём большой фанат футбола и футбольного клуба «Сеул».